# Тоньолли, Клаудио
Клаудио Жулио Тоньолли (порт. Claudio Júlio Tognolli 23 августа 1963 года, Сан-Паулу, Бразилия — 3 марта 2024 года, там же) — бразильский журналист, музыкант и писатель, член Международного союза журналистов-расследователей. Доктор в области коммуникационных наук, научный сотрудник Института перспективных исследований при Университете Сан-Паулу.

## Биография
Клаудио Тоньолли родился в районе Татуапе на востоке Сан-Паулу. В школьном возрасте выбрал журналистику своей профессией, посещал курсы редакторов в старшей школе традиционного колледжа Сан-Висенте-де-Паулу в Пенье. Он поступил в пять колледжей, но выбрал журналистику в ECA-USP.
Выступил одним из основателей и директоров Бразильской ассоциации журналистских расследований (Abraji). Создатель и координатор кафедры Отавио Фриаса Филью, созданной в партнерстве с Grupo Folha в Институте перспективных исследований Университета Сан-Паулу. Кафедра Отавио Фриаса Филью в IEA была открыта 18.02.2021 г., в день, когда Folha Group исполнилось 100 лет.
Написал биографию звукорежиссёра Роя Чикалы для издательства Saraiva/Benvirá и «Историю политической некорректности» (Record) совместно с комиком Данило Джентили. В ноябре 2016 года приступил к написанию биографию сенатора Дельсидио ду Амарала.
В июле 2017 года вместе с Джойсом Хассельманном и Фелипе Моурой Бразилом вёл программу Os Pingos nos Is на радио Jovem Pan, работал также на радиостанциях CBN и Eldorado, в журналах Consultor Jurídico, Galileu, Rolling Stone, Joyce Pascowitch и Caros Amigos. Он был специальным корреспондентом газет Jornal da Tarde и Folha de S.Paulo в США. Он делал репортажи из 35 стран, был обозревателем AOL Brasil и цифровой газеты Brasil 247. С 2014 года вёл блог на портале Yahoo! и на портале TopBuzz.
11 декабря 2014 года выпустил книгу в партнерстве с Ромеу Тума Жуниором «Убийство Репутации», проданную тиражом 120 000 экземпляров за четыре месяца.
В январе 2016 года Клаудио Тоньолли стал участником программ Morning Show на радио Jovem Pan. Он вёл утренние выпуски вместе с Эдгаром Пикколли, Паулой Карвалью и Хосе Армандо Ваннуччи.
В марте 2016 года опубликовал книгу «Assassinato de Reputações II», снова совместно с Ромеу Тума-младшим. Позже Тума напишет предисловие к своей книге «A Caixa Preta da Abin», созданной совместно с подполковником Андре Соаресом.
Тоньолли оставался на радиостанции Jovem Pan до своего увольнения 15 ноября 2016 года. Журналист обвинил своего соседа по квартире Рейнальдо Азеведу в том, что тот «просил его голову» ради управления радиостанцией, что тот отрицал. В последующие месяцы Рейнальдо Асеведу ушёл из Jovem Pan, оставив руководство Os Pingos nos Is. Чтобы заменить его, вещатель в конечном итоге снова нанял Клаудио Тоньолли, чтобы тот работал в новой команде, он начал вести программу вместе с Джойсом Хассельманном и Фелипе Моурой Бразилом с 3 июля 2017 года. 10 октября Клаудио Тоньолли был заменён на Os Pingos nos Is коллегой-журналистом Аугусто Нунесом, поскольку Тоньолли снова пригласили работать на утренних выпусках на том же канале.
Две его книги — «Убийство репутации» и «Добро пожаловать в ад» были предложены к экранизации. Предисловие к «Добро пожаловать в ад» написали судья Серхио Моро и его жена Розангела Вольф Моро.
В 2017 году он выпустил печатную версию своего первого романа «Баленсиага Торрес и волосатые сердца», в 2007 году вышедшего в цифровой версии.
Клаудио Тоньолли изучал игру на классической гитаре, его любимая группа — «Коринтианс».
Его книга «Laços de Sangue», выпущенная в ноябре 2017 года издательством Editora Matrix совместно с прокурором Марсио Сержио Кристино, вызвала реакцию со стороны PCC.
Накануне свадьбы принца Гарри и Меган Маркл он опубликовал фотографии Меган топлесс, что вызвало возмущение в английских СМИ.
Был неоднократно награждён, среди его наград — премия «Эссо» от Абрахи, премия «Джабути де Литература» 1997 года (за книгу «O Século do Crime») и премия «Grand Folha de Jornalismo» 1993 года, присуждённая ему совместно с Фернандо Родригесом за серию из 500 репортажей под названием «Conexão Manágua».
Клаудио Тоньолли скончался утром 3 марта 2024 года в возрасте 60 лет после осложнений после пересадки сердца, проведённой ему в январе